# RNF125
RNF125 (англ. Ring finger protein 125) – білок, який кодується однойменним геном, розташованим у людей на короткому плечі 18-ї хромосоми. Довжина поліпептидного ланцюга білка становить 232 амінокислот, а молекулярна маса — 26 454.
| 10         |  | 20         |  | 30         |  | 40         |  | 50         |
| ---------- |  | ---------- |  | ---------- |  | ---------- |  | ---------- |
| MGSVLSTDSG |  | KSAPASATAR |  | ALERRRDPEL |  | PVTSFDCAVC |  | LEVLHQPVRT |
| RCGHVFCRSC |  | IATSLKNNKW |  | TCPYCRAYLP |  | SEGVPATDVA |  | KRMKSEYKNC |
| AECDTLVCLS |  | EMRAHIRTCQ |  | KYIDKYGPLQ |  | ELEETAARCV |  | CPFCQRELYE |
| DSLLDHCITH |  | HRSERRPVFC |  | PLCRLIPDEN |  | PSSFSGSLIR |  | HLQVSHTLFY |
| DDFIDFNIIE |  | EALIRRVLDR |  | SLLEYVNHSN |  | TT         |  |            |

A: Аланін

C: Цистеїн

D: Аспарагінова кислота

E: Глутамінова кислота

F: Фенілаланін

G: Гліцин

H: Гістидин

I: Ізолейцин

K: Лізин

L: Лейцин

M: Метіонін

N: Аспарагін

P: Пролін

Q: Глутамін

R: Аргінін

S: Серин

T: Треонін

V: Валін

W: Триптофан

Кодований геном білок за функцією належить до трансфераз. 
Задіяний у таких біологічних процесах, як адаптивний імунітет, імунітет, убіквітинування білків. 
Білок має сайт для зв'язування з іонами металів, іоном цинку. 
Локалізований у мембрані, апараті гольджі.